# Ukek
Ukek (Tatarisch: Ükäk [y'kæk]), oder auch Ukaka,  war die drittgrößte Stadt der Goldenen Horde während des 13. und 14. Jahrhunderts. Die Stadt lag an der Wolga, nahe dem heutigen Saratow. Anfang des 14. Jahrhunderts war die Stadt eines der wirtschaftlichen und politischen Zentren der Goldenen Horde, bevor sie 1395 von den mongolischen Truppen unter Tamerlan (Timur Lenk) zerstört wurde. Die Ruinen der Paläste, Moscheen, Wohnungen und Geschäfte sind zum Teil heute noch erhalten.

## Geografie

Reich der Goldenen Horde um 1389

Ukek lag am rechten Ufer der Wolga an der Mündung des Flusses Uwekowka. Die Stadt lag genau in der Mitte zwischen der Hauptstadt der Goldenen Horde Sarai und Bolgar, der ehemaligen Hauptstadt der Wolgabulgaren. Ukek erstreckte sich über mehr als 3,3 Kilometer in Nord-Süd-Richtung und 1,4 Kilometer in Ost-West-Richtung. Damit bedeckte die Stadt eine Fläche von nahezu 205 Hektar.
Heute befinden sich die Ruinen der Stadt etwa 10 km südlich der russischen Stadt Saratow. Noch heute existiert nahe der Ruinenfeldes eine Ansiedlung namens Uwek. Eine weitere Siedlung in der Nähe des Ruinenfeldes ist das Dorf Neftjanoi.

## Geschichte

Timur-Denkmal in Taschkent

Mehrere mittelalterliche Chronisten schrieben über Ukek, so dass auch heute noch ausreichend Informationen über die Stadt vorhanden sind. Chronisten die über Ukek berichteten waren unter anderem: Abu l-Fida, Ibn Battuta, Nizam ad-Din Shami, Sheref-ad-din Iezdi, wahrscheinlich auch Wilhelm von Rubruk und Marco Polo. Letzterer erwähnt in seinen Reiseberichten die Stadt Ukek und besuchte diese Stadt möglicherweise auch. Der Name der Stadt findet sich auch auf mehreren mittelalterlichen Landkarten, darunter aus den Jahren 1367 (Dominico & Francisco Pizzigani) und 1459 (Fra Mauro).
Nach dem Tod des mongolischen Großkhans Ögedei zog sich Batu Khan, Khan der Goldenen Horde nach den Kriegszügen gegen den russischen Großfürsten Juri II., den ungarischen König Béla IV. und die Kyptschaken im Winter 1242/43 in das Wolgadelta zurück. Die Teilstämme der Goldenen Horde beherrschten in der folgenden Zeit das gesamte Wolga-Don Gebiet zwischen dem Kaspischen Meer und Ukek, der ehemaligen Grenzstadt zum Reich der Wolgabulgaren.
Einen genauen Zeitpunkt der Stadtgründung kann man aus den heute bekannten Quellen nicht bestimmen, es wird jedoch vermutet, dass die Gründung zwischen den Jahren 1240 und 1250 geschah. Damit wäre Ukek eine der ältesten Städte der Goldenen Horde.
Die Zerstörung der Stadt wird für das Jahr 1395 angenommen. Der offizielle Geschichtsschreiber von Tamerlan beschreibt, wie dieser während der Verfolgung seiner Feinde die Region plündert und reich beladen zurückkehrt. In späteren Aufzeichnungen wie denen des englischen Entdeckers Anthony Jenkinson von 1558 werden nur noch Ruinen einer Stadt mit einer steinernen Festung sowie Grabsteine beschrieben.